# スキルインフォメーションズ
スキルインフォメーションズ株式会社（英: Skill Information"S" Co. Ltd.）は、大阪府大阪市東淀川区に本社を置き、システムソフトウェア等の開発・販売を行う日本の企業である。

## 概要
業務システム（生産・物流管理）開発、医療・健康関連ソフトウェア開発、フォント（字体）関連コンテンツサービスが主な事業である。

## 沿革
- 1986年4月 - 大阪府茨木市に株式会社シックを設立
- 1987年10月 - 大阪市淀川区に本社移転
- 2000年
  - 4月 - 株式会社シックからスキルインフォメーションズ株式会社に社名変更
- 2002年
  - 12月 - 大阪本社にてISO 9001：2000版を認証取得（02QR・990）
- 2006年
  - 7月 - 医療・ヘルスケア開発会社、ベックアソシエイツ株式会社を企業買収、同分野へ参入
  - 10月 - 大阪本社を大阪市東淀川区（現在地）へ移転
- 2007年
  - 7月 - 医療ソフト開発の株式会社ファーストブレスへ資本参加
  - 8月 - 医薬卸、消毒薬製造販売の株式会社メイプルを買収   子会社化
- 2010年
  - 9月 - 中小企業新事業活動促進法に基づく新連携事業計画認定
- 2013年
  - 2月 - 平成24年度大阪市男女共同参画企業顕彰「大阪市きらめき企業賞」受賞
- 2014年
  - 2月 - プライバシーマーク取得
- 2015年
  - 10月 - 大阪ものづくり優秀企業賞2015受賞
  - 11月 - 大阪府より「男女いきいき・元気宣言」事業者認定

## 製品・サービス
- メディカルナイスナレッジ：マニュアルの電子化、研修のｅラーニング化を目的としたソフトウェア
- メディカルリスクブロック：事故の集計・分析を行い、医療事故の防止・削減を目的としたソフトウェア
- Prometheus Pro：各がん個々の詳細な病歴や治療内容データの登録管理・データ分析・解析機能伴うシステム
- マイフォント：筆跡をフォント化するサービス
- MOJIパス：フォントの定額制ライセンスサービス
- ROOTS：高精細マルチレイヤーベクトル地図素材パッケージ（日本版・世界版）

## 加入団体
- 社団法人組込みシステム技術協会 (JASA)
- 関西を元気にする会
- NPO法人　日本サービスイノベーション・パートナー協会 (JASIPA）

## グループ会社
- 株式会社メイプル
- 株式会社ファーストブレス